# 2021년 MTV 무비 & TV 어워드
제29회 MTV 무비 & TV 어워드는 2021년 5월 16일에 열린 시상식이다.

## 수상 및 후보

### 최고의 영화상
- 내가 사랑했던 모든 남자들에게: 언제나 그리고 영원히 - 마이클 피모그나리 수상
- 보랏 서브시퀀트 무비필름 - 제이슨 울리너
- 유다 그리고 블랙 메시아 - 샤카 킹
- 프라미싱 영 우먼 - 에머랄드 펜넬
- 소울 - 피트 닥터

### 최고의 TV프로그램상
- 완다비전 수상
- 브리저튼 시즌 1
- 코브라 카이 시즌 3
- 에밀리, 파리에 가다 시즌 1
- 더 보이즈 시즌 2

### 영화 - 최고의 배우상
- 마 레이니, 그녀가 블루스 - 채드윅 보스만 수상
- 프라미싱 영 우먼 - 캐리 멀리건
- 유다 그리고 블랙 메시아 - 다니엘 칼루야
- 트라이얼 오브 더 시카고 7 - 사샤 바론 코헨
- 맬컴과 마리 - 젠데이아 콜먼

### TV - 최고의 배우상
- 완다비전 - 엘리자베스 올슨 수상
- 퀸스 갬빗 - 안야 테일러 조이
- 엄브렐러 아카데미 시즌 2 - 엘리엇 페이지
- 더 크라운 시즌 4 - 엠마 코린
- 아이 메이 디스트로이 유 - 미카엘라 코엘

### 주목할만한 배우상
- 브리저튼 시즌 1 - 레지 장 페이지 수상
- 지니 앤 조지아 시즌 1 - 안토니아 젠트리
- 에밀리, 파리에 가다 시즌 1 - 애슐리 박
- 보랏 서브시퀀트 무비필름 - 마리아 바카로바
- 노멀 피플 - 폴 메스칼

### 최고의 키스상
- 아우터 뱅크스 - 체이스 스톡스 외 1명 수상
- 킬링 이브 시즌 3 - 조디 코머 외 1명
- 에밀리, 파리에 가다 시즌 1 - 릴리 콜린스 외 1명
- 네버 해브 아이 에버 시즌 1 - 마이트레이 라마크리슈난 외 1명
- 브리저튼 시즌 1 - 레지 장 페이지 외 1명

### 최고의 싸움상
- 완다비전 - Wanda vs Agatha 수상
- 버즈 오브 프레이(할리 퀸의 황홀한 해방) - Final Funhouse Fight
- 코브라 카이 시즌 3 - Final House Fight
- 더 보이즈 시즌 2 - Starlight, Queen Maeve, Kimiko vs Stormfront
- 잭 스나이더의 저스티스 리그 - Final Fight vs Steppenwolf

### 최고의 악당상
- 완다비전 - 캐서린 한 수상
- 더 보이즈 시즌 2 - 아야 캐쉬
- 버즈 오브 프레이(할리 퀸의 황홀한 해방) - 이완 맥그리거
- 더 만달로리안 - 지안카를로 에스포지토
- 더 그레이트 시즌 1 - 니콜라스 홀트

### 최고의 코믹연기상
- 커밍 투 아메리카 - 레슬리 존스 수상
- 시트 크릭 패밀리 시즌 6 - 애니 머피
- 배드 트립 - 에릭 안드레
- 인시큐어 시즌4 - 잇사 레이
- 테드 랏소 - 제이슨 서디키스

### 최고의 공포연기상
- 블라이 저택의 유령 - 빅토리아 페드레티 수상
- 인비저블맨 - 엘리자베스 모스
- 러브크래프트 컨트리 - 저니 스몰렛
- 비하인드 허 아이즈 - 시모나 브라운
- 프리키 데스데이 - 빈스 본

### 최고의 영웅상
- 더 팔콘 앤 윈터솔져 - 안소니 마키 수상
- 원더 우먼 1984 - 갤 가돗
- 더 보이즈 시즌 2 - 잭 퀘이드
- 더 만달로리안 - 페드로 파스칼
- 완다비전 - 테요나 패리스

### 최고의 콤비상
- 더 팔콘 앤 윈터솔져 - 안소니 마키 외 1명 수상
- 러브 스파이: 바브 앤 스타 - 크리스틴 위그 외 1명
- 더 만달로리안 - 페드로 파스칼 외 1명
- 에밀리, 파리에 가다 시즌 1 - 릴리 콜린스 외 1명
- 보랏 서브시퀀트 무비필름 - 사샤 바론 코헨 외 1명

### 최고의 뮤지컬 퍼포먼스
- 줄리 앤 팬텀스 - `Edge of Great` 수상
- 블랙 이즈 킹 - `Brown Skin Girl`
- 키싱 부스 2 - `Lost In The Wild`
- 러브 앤 몬스터스 - `Stand By Me`
- 내가 사랑했던 모든 남자들에게: 언제나 그리고 영원히 - `Beginning Middle End`
- 브리저튼 시즌 1 - `Wildest Dreams
- 코브라 카이 시즌 3 - `I Wanna Rock`
- 완다비전 - `Agatha All Along`